# Vera van Haeften
Vera van Haeften (Amsterdam, 13 januari 1897 - Driebergen, 8 april 1980) was de artiestennaam van Dievera Maria Kuhlkamp, een Nederlands actrice. Ze was in de periode van de stomme film een van Nederlands populairste actrices.
Dievera Maria Kuhlkamp was de dochter van de winkelier en handelsreiziger Wilhelm Theodor Kühlkamp en Geertruida Anna Kruijer. In 1929 trouwde zij de vliegenier Karel Muller (1890-1932), telg uit het geslacht Muller en zoon van de kunstschilder Gerard Muller en gescheiden echtgenoot van Julia Josepha de la Mar (dochter van de acteur Fer de la Mar en nicht van Fien de la Mar). In 1935 hertrouwde zij met Anne Louis Bakker.
In de jaren dertig en veertig trad Vera van Haeften op als zangeres, voordrachtskunstenaar en cabaretière, onder meer in de cabaretgroep van Carl Tobi. Gedurende de Tweede Wereldoorlog speelde ze nog in verscheidene programma's, waaronder Halfweg. Ze overleed in 1980 op 83-jarige leeftijd.